# St. Ives, Cornwall

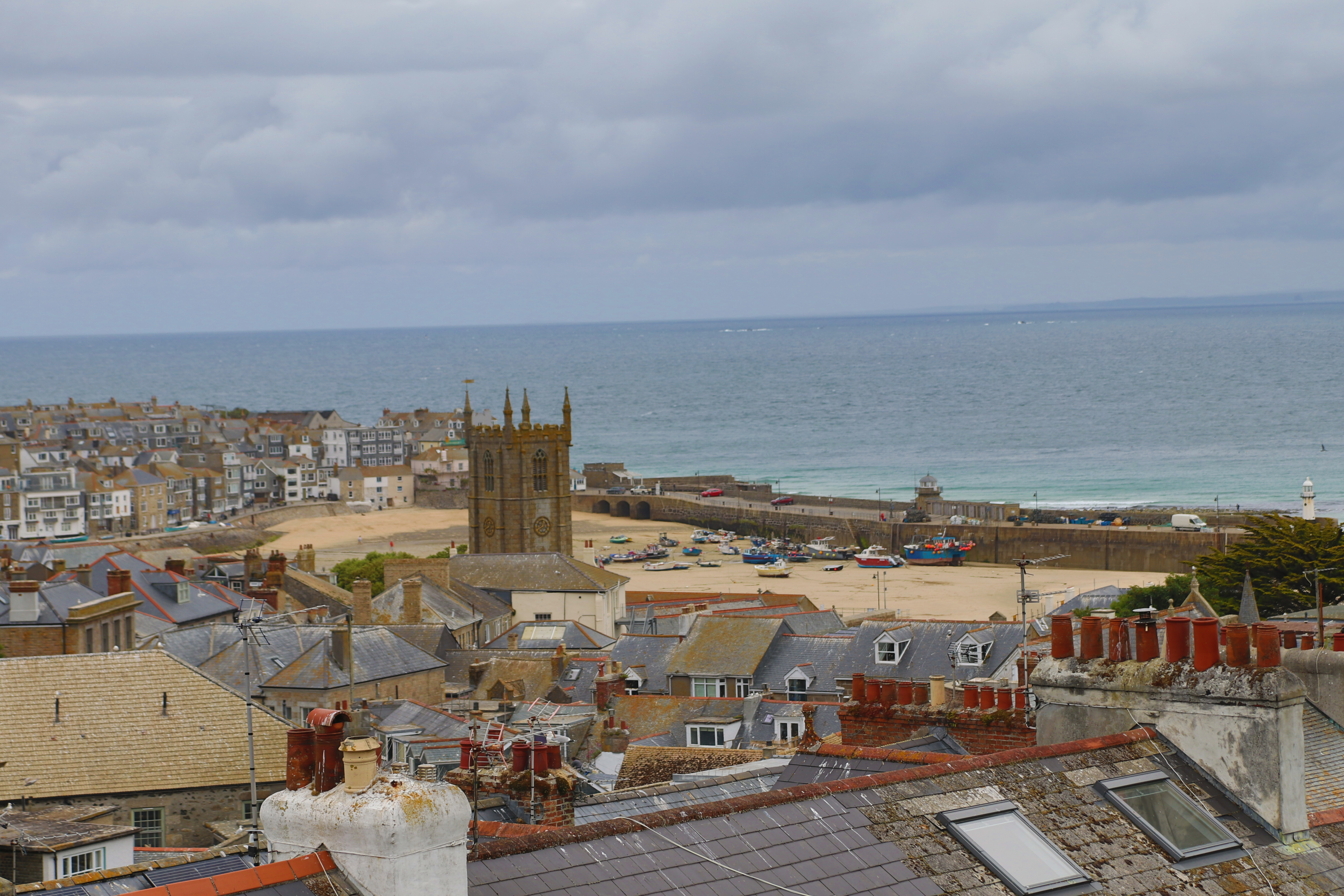
St Ives Cornwall

St. Ives är en stad och civil parish i Cornwall i England. Folkmängden uppgår till cirka 10 000 invånare.